# Lewis H. Morgan
Lewis Henry Morgan (født 21. november 1818 i Aurora i New York, død 17. december 1881 i Rochester, New York) var en amerikansk advokat og politiker, som dog var bedst kendt som etnolog, antropolog og forfatter, og som primært specialiserede sig i studier af de amerikanske indianere og af menneskelig udvikling.
Morgan var en af de første til at være seriøst interesseret i hans lands oprindelige indbyggere, og blev også optaget som medlem af irokeserne.
I 1844 begyndte han at undersøge Irokesernes retsforhold, og for at kunne trænge til bunds i studiet lod han sig
optage i Seneca-stammen, resultaterne af sine omfattende studier over indianernes sociale
organisation offentliggjorde han i 1851: The League of the Iroquois.
Han bistod også indianerne i deres kamp mod jordspekulanter.
Morgan studerede først Jura og praktiserede som advokat, da han 1861 blev valgt til Deputeret; 1868 valgtes han til Senator.
Han opdagede klassifikatorisk slægtskab, hvor fx betegnelser for "far" og "mor" bruges om en lang række slægtninge, og han påviste, at betegnelserne udgør systemer. Han troede fejlagtigt, at betegnelserne angik biologisk slægtskab og derfor var et levn fra en samfundsform, hvor mennesker levede i gruppeægteskab, og børn derfor havde mange "fædre" og "mødre".
Da han havde opdaget, at væsentlig de samme sociale grundforhold genfandtes hos adskillige indianerstammer, blev han af Smithsonian Institution sat i stand til ved en udstrakt korrespondance med europæiske lærde at samle Stof til et betydeligt værk, System of consanguinity and affinity of the human family (1869). På Basis af denne stofsamling skrev han Ancient society (1877), hvori ham lavede grundbog i sociologi.
Hans etnografiske arbejde indebærer detaljerede undersøgelser af slægtskab systemer, og en enkel og streng evolutionære udvikling model er menneskeheden er opdelt i tre store faser af udvikling, "vildskab" (vildskab) , "barbari" (barbariet) og "civilisation" (Civilisation, relateret til den specifikke tekniske erobringer. Det oplyser i sit hovedværk, Ancient Society, Or
Researches in the Lines of Human Progress from Savagery through Barbarism to Civilization, der blev offentliggjort i 1877.
Morgan var evolutionist og skildrede i sit mest kendte værk, Ancient Society (1877), de tre stadier i samfundsudviklingen: vildhed, barbari og civilisation, som han mente, at alle samfund måtte gennemløbe. Morgans skildring af oprindelige kollektive samfundsformer gjorde stort indtryk på Karl Marx og Friedrich Engels. Den sidste skrev Der Ursprung der Familie, des Privateigenthums und des Staats (1884, på dansk: Familiens, Privatejendommens og Statens Oprindelse, 1888) på grundlag af den.
1875 blev han Medlem af 'National academy of sciences og 1879 valgt til Præsident for American association for the advancement of science.
Sine sidste år tilbragte han med studier over indianernes boliger og huslige forhold (The house and home-life of the american aborigines 1881), ved hvilken Lejlighed han kom ind på en skarp kritik af de spanske historikeres skildring af Mexiko og Peru på opdagelsens tid og banede vejen for en mere nøjagtig og nøgtern opfattelse.

## Morgan i dag
Moderne videnskab ser på Morgans model som videnskabshistorie, der er forkert eller alt for forenklet både i form af den rene kategorisering, den simple sammenhæng mellem teknologi og samfund og ensporet udvikling af tanken, men det var dengang meget populært og indflydelsesrigt blandt andet på Marx 'og Engels 'ideer om " primitive kommunisme "og menneskelige udviklingsstadier.

## Hans værker
- The League of the Iroquois 1851
- The american beaver and his works 1868
- System of consanguinity and affinity of the human family 1869
- Ancient society, Or Researches in the Lines of Human Progress from Savagery through Barbarism to Civilization 1877
- The house and home-life of the american aborigines 1881

## Afledte værker

### Friedrich Engels
- Der Ursprung der Familie, des Privateigenthums und des Staats (1884, på dansk: Familiens, Privatejendommens og Statens Oprindelse, 1888)